# Thomas Blizard Curling
Thomas Blizard Curling (ur. 1 stycznia 1811 w Londynie, zm. 4 marca 1888 w Cannes) – brytyjski chirurg. 
Pomimo braku pełnego wykształcenia medycznego od 1832 roku pracował jako chirurg w Royal London Hospital. W roku 1873 został prezesem Royal College of Surgeons. Przed osiągnięciem 60 roku życia przeszedł na emeryturę i zamieszkał w Brighton.
W 1832 roku otrzymał nagrodę Royal College of Surgeons za swoją pracę dotyczącą tężca. W roku 1842 opisał tzw. wrzód Curlinga. W 1850 roku opublikował pracę, w której przedstawił związek obrzęku śluzowatego z niedoczynnością tarczycy. Zajmował się też chorobami odbytnicy i jąder. 